# Karczewko (województwo pomorskie)
Karczewko (dodatkowa nazwa w j. kaszub. Karczéwkò) – wieś w Polsce, w województwie pomorskim, w powiecie kartuskim, w gminie Sierakowice. 
Karczewko jest siedzibą sołectwa, w którego skład wchodzą również Poręby. 
Na zachód od miejscowości znajduje się jezioro Długie.
W latach 1975–1998 Karczewko administracyjnie należało do województwa gdańskiego.
Przed 2023 r. miejscowość była częścią wsi Sierakowice.